# Vnitřní šestka

Původní Vnitřní šestka modře, Vnější sedmička zeleně

Vnitřní šestka (anglicky Inner Six) je označení pro šest zakládajících členských států Evropských společenství, základu pozdější Evropské unie. Tvořily je od podepsání pařížské smlouvy roku 1951 Západní Německo, Francie, Itálie, Nizozemsko, Belgie, Lucembursko. K rozšíření Šestky o další státy došlo v roce 1973.
V jistém protikladu k Vnitřní šestce vznikla podepsáním stockholmské smlouvy roku 1960 „Vnější sedmička“ (Outer Seven), skupina zemí tvořící Evropské sdružení volného obchodu (ESVO): Británie, Rakousko, Švédsko, Norsko, Švýcarsko, Dánsko, Portugalsko. Počty členů se od roku 1970/1973 na obou stranách měnily přijímáním nových členů a přestupy celkem 5 států z ESVO do ES (EU). V roce 1995 tvořilo EU původních 6 a dalších 9 států – celkem tedy 15, součástí ESVO byly 2 státy původní sedmičky a 2 později přistoupivší státy.
Původní Vnitřní šestka povětšinou i nadále vykazovala větší soudržnost a snahu o evropskou integraci či dokonce federalizaci, proto se pojmu někdy dále užívalo. Případně vznikly pokusy nově definovat „vnitřní skupinu“, podle aktuálního vývoje. Složení se ale příliš nemění. Francie, Německo, Belgie a Lucembursko se dosud podílely na všech integračních projektech. Itálie nesignovala Prümskou smlouvu (Schengen III) z roku 2005 „o přeshraniční spolupráci, zejména v boji proti terorismu, přeshraniční trestné činnosti a nelegální migraci“. Nizozemsko zatím nepřijalo „rozvodovou smlouvu“ (Řím III) z roku 2010, která sjednocuje pravidla rozvodu manželů a nepodepsalo závěrečný akt mezivládní konference o přijetí Lisabonské smlouvy, v němž se 16 států EU zavázalo ctít oficiálnost symbolů EU (vlajky, hymny, motta, dne Evropy). Naproti tomu úplný podíl na všech integračních smlouvách dnes vykazuje Rakousko (původně člen Vnější sedmičky) a Slovinsko (původně komunistická země za železnou oponou). V přísně technickém smyslu by tak současná Vnitřní šestka měla složení: Německo, Francie, Belgie, Lucembursko, Rakousko, Slovinsko.

## Tabulka míry integrace
| Stát        | Schengen | AFSJ | CFR | Euro | EEA | ESM | EFC | SRM | Euro+ | CSDP | Prüm | Patent | Rozvody | Symboly |
| ----------- | -------- | ---- | --- | ---- | --- | --- | --- | --- | ----- | ---- | ---- | ------ | ------- | ------- |
| Rakousko    | x        | x    | x   | x    | x   | x   | x   | x   | x     | x    | x    | x      | x       | x       |
| Belgie      | x        | x    | x   | x    | x   | x   | x   | x   | x     | x    | x    | x      | x       | x       |
| Bulharsko   | c        | x    | x   | c    | x   | o   | x   | x   | x     | x    | x    | x      | x       | x       |
| Chorvatsko  | c        | x    | x   | c    | c   | o   | x   | c   | o     | x    | o    | o      | o       | o       |
| Kypr        | c        | x    | x   | x    | x   | x   | x   | x   | x     | x    | o    | x      | o       | x       |
| Česko       | x        | x    | x   | c    | x   | o   | x   | c   | o     | x    | o    | x      | o       | o       |
| Dánsko      | x        | o    | x   | o    | x   | o   | x   | c   | x     | o    | o    | x      | o       | o       |
| Estonsko    | x        | x    | x   | x    | x   | x   | x   | x   | x     | x    | x    | x      | x       | o       |
| Finsko      | x        | x    | x   | x    | x   | x   | x   | x   | x     | x    | x    | x      | o       | o       |
| Francie     | x        | x    | x   | x    | x   | x   | x   | x   | x     | x    | x    | x      | x       | x       |
| Německo     | x        | x    | x   | x    | x   | x   | x   | x   | x     | x    | x    | x      | x       | x       |
| Řecko       | x        | x    | x   | x    | x   | x   | x   | x   | x     | x    | c    | x      | x       | x       |
| Maďarsko    | x        | x    | x   | c    | x   | o   | x   | x   | o     | x    | x    | x      | x       | x       |
| Irsko       | o        | o    | x   | x    | x   | x   | x   | x   | x     | x    | o    | x      | o       | o       |
| Itálie      | x        | x    | x   | x    | x   | x   | x   | x   | x     | x    | c    | x      | x       | x       |
| Lotyšsko    | x        | x    | x   | x    | x   | x   | x   | x   | x     | x    | o    | x      | x       | o       |
| Litva       | x        | x    | x   | x    | x   | x   | x   | x   | x     | x    | o    | x      | x       | x       |
| Lucembursko | x        | x    | x   | x    | x   | x   | x   | x   | x     | x    | x    | x      | x       | x       |
| Malta       | x        | x    | x   | x    | x   | x   | x   | x   | x     | x    | o    | x      | x       | x       |
| Nizozemsko  | x        | x    | x   | x    | x   | x   | x   | x   | x     | x    | x    | x      | o       | o       |
| Polsko      | x        | x    | o   | c    | x   | o   | x   | c   | x     | x    | o    | x      | o       | o       |
| Portugalsko | x        | x    | x   | x    | x   | x   | x   | x   | x     | x    | c    | x      | x       | x       |
| Rumunsko    | c        | x    | x   | c    | x   | o   | x   | x   | x     | x    | x    | x      | x       | x       |
| Slovensko   | x        | x    | x   | x    | x   | x   | x   | x   | x     | x    | x    | x      | o       | x       |
| Slovinsko   | x        | x    | x   | x    | x   | x   | x   | x   | x     | x    | x    | x      | x       | x       |
| Španělsko   | x        | x    | x   | x    | x   | x   | x   | x   | x     | x    | x    | o      | x       | x       |
| Švédsko     | x        | x    | x   | c    | x   | o   | x   | o   | o     | x    | c    | x      | o       | o       |
| Participant | Schengen | AFSJ | CFR | Euro | EEA | ESM | EFC | SRM | Euro+ | CSDP | Prüm | Patent | Rozvody | Symboly |